# Carrera de las Estrellas de la NASCAR

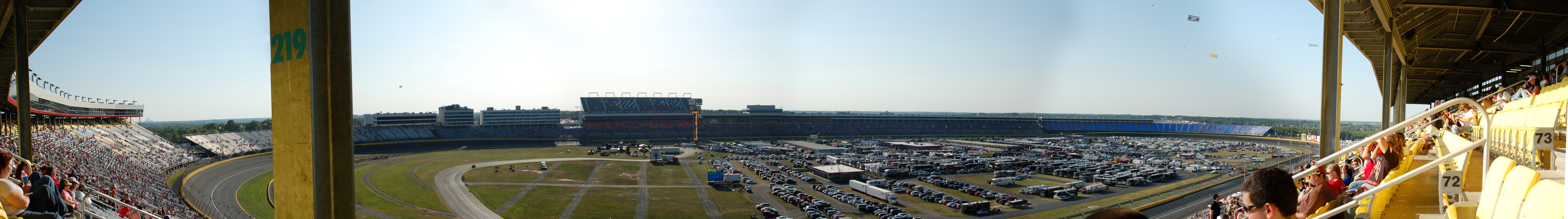
Panorámica de Charlotte Motor Speedway durante la Carrera de las Estrellas de la NASCAR de 2007.

La Carrera de las Estrellas de la NASCAR es una carrera de estrellas que la Copa NASCAR organiza desde el año 1985. Se ha celebrado en Charlotte, Estados Unidos el fin de semana anterior a las 600 millas de Charlotte, que es el domingo anterior al Memorial Day, que cae el último lunes de mayo. Las únicas excepciones fueron 1985, cuando se disputó el día anterior a las 600 millas de Charlotte, y en 1986, cuando se disputó en Atlanta el 11 de mayo.
La carrera tiene como patrocinador titular al mismo que auspicia la Copa NASCAR. Así, la Carrera de las Estrellas se llamó La Winston hasta 2003, Desafío de las Estrellas Nextel de la NASCAR entre 2004 y 2007, y Carrera de las Estrellas Sprint de la NASCAR a partir de 2008. El premio para el ganador fue de 200 mil dólares estadounidenses hasta 1989, 300 mil desde 1990 hasta 1999, 500 mil en 2000 y 2001, 750 mil en 2002, y algo más de 1 millón de dólares desde 2003.
Excepto en 1986, se corre una segunda carrera previa a la Carrera de las Estrellas; se llamó Abierto Winston desde 1987 hasta 2003, Abierto Nextel desde 2004 hasta 2007 y Sprint Showdown a partir de 2008. En la mayor parte de las ediciones, el ganador avanza a la Carrera de las Estrellas. Entre 2000 y 2002 hubo una carrera de repechaje llamada No Bull Sprint.
El criterio de selección de pilotos a la Carrera de las Estrellas ha variado a lo largo de los años. Originalmente participaban los ganadores de carreras de la Copa NASCAR de la temporada anterior. Luego se agregaron los vencedores anteriores de la Carrera de las Estrellas, los excampeones de la Copa NASCAR, los ganadores del Showdown y de las carreras de la temporada actual de la Copa NASCAR, y el piloto más votado por el público.

## Formato de disputa
El formato de carrera también se ha modificado notoriamente con el paso del tiempo. Las dos primeras ediciones duraron 105 y 125 millas. Desde 1987 hasta 1989 la carrera duró 200 millas y se dividió en fragmentos de 75, 50 y 10 vueltas. En 1990 y 1991 duró 105 millas y se dividió en un fragmento de 50 vueltas y otro de 20.
Desde 1992 hasta 2001, la carrera se mantuvo en 105 millas pero los fragmentos fueron de 30, 30 y 10 vueltas. Desde 2002 hasta 2006, la duración de la Carrera de las Estrellas fue de 135 millas, con fragmentos de 40, 30 y 20 vueltas. En 2007 hubo cuatro cuartos de 20 vueltas para un total de 120 millas.
En 2008, la prueba tuvo una duración de 150 millas, divididas en cuatro cuartos de 25 vueltas. Desde 2009 hasta 2011, la carrera fue de 150 millas y consistió en fragmentos de 50, 20, 20 y 10 vueltas. A partir de 2012, la carrera dura 135 millas, con distintas composiciones de los fragmentos.
Desde 1992 hasta 2006, hubo inversión de la parrilla en algún momento de la carrera. Asimismo, en 2002 y 2003, como consecuencia de la popularidad del programa de televisión Survivor, el formato de carrera fue de eliminación y se denominó "Supervivencia del más Rápido" (en referencia a la frase "supervivencia del más apto"). Luego del primer fragmento, los clasificados 21º en adelante quedaron eliminados. Al tercer y último fragmento avanzaron los 10 primeros en 2002 y los 12 primeros en 2003.
A partir de 1989, la tanda de clasificación para la Carrera de las Estrellas consiste en tres vueltas lanzadas, con una detención en boxes para cambiar neumáticos.

## Ganadores
Los pilotos que ganaron más veces la Carrera de las Estrellas han sido Jimmie Johnson con cuatro victorias, seguido de Dale Earnhardt y Jeff Gordon, con tres triunfos. A 2018, Chevrolet ganó 17 carreras, Ford 12, Toyota 2, Dodge 2, y Pontiac 1.
| Año  | Piloto             | Marca     |
| ---- | ------------------ | --------- |
| 1985 | Darrell Waltrip    | Chevrolet |
| 1986 | Bill Elliott       | Ford      |
| 1987 | Dale Earnhardt     | Chevrolet |
| 1988 | Terry Labonte      | Chevrolet |
| 1989 | Rusty Wallace      | Pontiac   |
| 1990 | Dale Earnhardt     | Chevrolet |
| 1991 | Davey Allison      | Ford      |
| 1992 | Davey Allison      | Ford      |
| 1993 | Dale Earnhardt     | Chevrolet |
| 1994 | Geoffrey Bodine    | Ford      |
| 1995 | Jeff Gordon        | Chevrolet |
| 1996 | Michael Waltrip    | Ford      |
| 1997 | Jeff Gordon        | Chevrolet |
| 1998 | Mark Martin        | Ford      |
| 1999 | Terry Labonte      | Chevrolet |
| 2000 | Dale Earnhardt Jr. | Chevrolet |
| 2001 | Jeff Gordon        | Chevrolet |
| 2002 | Ryan Newman        | Ford      |
| 2003 | Jimmie Johnson     | Chevrolet |
| 2004 | Matt Kenseth       | Ford      |
| 2005 | Mark Martin        | Ford      |
| 2006 | Jimmie Johnson     | Chevrolet |
| 2007 | Kevin Harvick      | Chevrolet |
| 2008 | Kasey Kahne        | Dodge     |
| 2009 | Tony Stewart       | Chevrolet |
| 2010 | Kurt Busch         | Dodge     |
| 2011 | Carl Edwards       | Ford      |
| 2012 | Jimmie Johnson     | Chevrolet |
| 2013 | Jimmie Johnson     | Chevrolet |
| 2014 | Jamie McMurray     | Chevrolet |
| 2015 | Denny Hamlin       | Toyota    |
| 2016 | Joey Logano        | Ford      |
| 2017 | Kyle Busch         | Toyota    |
| 2018 | Kevin Harvick      | Ford      |

- Datos: Q1515229